# Tossal de Víllec
El Tossal de Víllec és una muntanya de 1.264 metres que es troba al municipi de Montellà i Martinet, a la comarca de la Baixa Cerdanya.